# Баня (пьеса)
«Баня» — сатирическая пьеса в шести действиях с цирком и фейерверком Владимира Маяковского. Создана в 1929—1930 годах. Высмеивает общественные пороки того времени — бюрократизм, приспособленчество, пустословие, «коммунистическое чванство».

## Действующие лица
- Товарищ Победоносиков — главный начальник по управлению согласованием (главначпупс)
- Поля — его жена
- Товарищ Оптимистенко — его секретарь
- Исак Бельведонский — портретист, баталист, натуралист
- Товарищ Моментальников — репортёр
- Мистер Понт Кич — иностранец
- Товарищ Ундертон — машинистка
- Растратчик Ночкин
- Товарищ Велосипедкин — лёгкий кавалерист
- Товарищ Чудаков — изобретатель
- Мадам Мезальянсова — сотрудница ВОКС
- Товарищ Фоскин, товарищ Двойкин, товарищ Тройкин — рабочие
- Просители
- Преддомком
- Режиссёр
- Иван Иванович
- Учрежденская толпа
- Милиционер
- Капельдинер
- Фосфорическая женщина

## Сюжет
Действие пьесы происходит в СССР в 1930 году.
Пьеса начинается со сцены, в которой товарищ Фоскин запаивает воздух паяльной лампой. Вокруг него обстановка конструкторского бюро: изобретатель Чудаков создаёт машину времени. Но всем заведует Победоносиков (закоренелый бюрократ), у которого Чудаков не может добиться приёма.
В третьем действии автор применяет приём «пьеса в пьесе»: герои оценивают сами себя, обсуждая постановку, где они же являются главными лицами. Никто, и Победоносиков тоже, конечно же, не узнаёт себя в зеркале сатиры.
Затем начинается своеобразная вторая часть пьесы: появляется посланница из будущего (из 2030 года) — фосфорическая женщина, которая соглашается взять с собой в будущее всех желающих. Только предупреждает, что время само срежет балласт. Наступает кульминация пьесы — после напыщенных прощальных монологов все отрицательные персонажи (Победоносиков, Оптимистенко, Мезальянсова, Иван Иванович, Понт Кич, Бельведонский) остаются на сцене, «скинутые и раскиданные чертовым колесом времени».
Завершается пьеса вопросом Победоносикова (который остался один), обращённым к зрителю: «И она, и вы, и автор, — что вы этим хотели сказать, — что я и вроде не нужны для коммунизма?!».

## Лозунги к спектаклю
Маяковский предпослал «Бане» лозунги, в которых имеются аллюзии на актуальные темы:
- Фраза «Чтоб через МХАТ какой-нибудь граф не напустил на республику мистики» — намек на инсценировку «Воскресения» Л. Н. Толстого, поставленную в МХАТ в 1929 году;
- Фраза «Нотами всех комедиантов пересмешил комик — папа римский» — намек на антисоветские выступления папы Пия XI (занимавшего папский престол в 1922—1939 годах) в начале 1930 года.

Лозунги были размещены на сцене (на щитках, закрывавших в первом и втором действии [первый акт спектакля] нижнюю часть конструкции) и на полотнищах в зрительном зале (на стенах партера и по фронтонам бельэтажа и балкона).

## Работа над пьесой
Пьесу «Баня» Владимир Маяковский писал по заказу Вс. Мейерхольда для его ГосТиМа. 22 сентября 1929 года поэт впервые прочёл пьесу друзьям, но закончил работу лишь в середине октября.

## Сценическая судьба
Опубликованная ещё до постановки, пьеса Маяковского вызвала острую полемику в прессе; один из идеологов РАППа, В. В. Ермилов, утверждал, что тема бюрократизма уже не актуальна, вот если бы Победоносиков олицетворял «правый уклон»… В ответ Маяковский в «Лозунгах к спектаклю „Баня“» написал «А ещё бюрократам помогает перо критиков вроде Ермилова». Под давлением руководства РАПП лозунг был снят со сцены зрительного зала. В приписке к предсмертному письму Маяковский упомянул об этом: «Ермилову скажите, что жаль — снял лозунг, надо бы доругаться». В 1953 году Ермилов отказался от своей тогдашней позиции и признал, что не сумел «разобраться в положительном значении „Бани“». 
Хотя пьеса была написана для ГосТиМа, первую постановку «Бани» осуществил Владимир Люце в Драматическом театре Государственного народного дома в Ленинграде; премьера состоялась 30 января 1930 года. Лишь 16 марта 1930 года премьеру «Бани» сыграл Театр им. Мейерхольда. После успеха пьесы А. Безыменского «Выстрел», в течение года сыгранной 100 раз, премьера «Бани» более походила на провал. «Зрители, — писал В. Маяковский, впервые увидевший спектакль 10 апреля, — до смешного поделились — одни говорят: никогда так не скучали; другие: никогда так не веселились». «До смешного» разделились и критики, находившие в спектакле прямо противоположные недостатки. Однако претензии касались прежде всего пьесы и в равной мере предъявлялись её ленинградским постановкам; главная же претензия формулировалась в нескольких словах: «где коммунисты, где рабочие?» Тем не менее опасения Ермилова не оправдались: в ГосТиМе спектакль получился даже слишком острым, за что и был снят с репертуара; мейерхольдовская «Баня» стала выдающимся событием в истории советского театра.

17 марта того же года «Баня» была представлена на сцене филиала Ленинградского Большого драматического театра. Но после запрета спектакля ГосТиМа пьеса на протяжении многих лет не ставилась в СССР, лишь в 1950-х годах обрела новую сценическую жизнь. Начало ей положил радиоспектакль, поставленный Рубеном Симоновым в 1951 году, — первая трансляция состоялась 19 июля, в день рождения Маяковского. Победоносикова в этой постановке играл Игорь Ильинский, Чудакова — Алексей Грибов, Мезальянсову — Вера Марецкая. Событием театральной жизни стал спектакль, поставленный в 1953 году в Московском театре сатиры Н. Петровым, В. Плучеком и С. Юткевичем и не сходивший со сцены на протяжении нескольких десятилетий.

В 1950-х годах «Баня» шла на сценах многих периферийных театров СССР и в странах социалистического содружества; одну из первых постановок пьесы за рубежом осуществила ещё в 1948 году пражская театральная студия «Диск».

### Известные постановки
- 1930 — Драматический театр Государственного народного, Ленинград. Постановка В. Люце; художник Снопков, композитор Богданов-Березовский. Роли исполняли: Победоносиков — Б. Бабочкин, Поля — В. Кибардина, Фосфорическая женщина — Магарилл. Премьера состоялась 30 января[4].
- 1930 — Театр им. Вс. Мейерхольда. Постановка Вс. Мейерхольда; художник А. А. Дейнека; сценическая конструкция С. Е. Вахтангова; композитор В. Шебалин. Роли исполняли: Победоносиков — М. Штраух, Оптимистенко — В. Зайчиков, Чудаков — Чикул, Фосфорическая женщина — З. Райх, Мезальянсова — Серебренникова, Моментальников — В. Плучек, Понт Кич — Костомолоцкий, Поля — М. Суханова; Режиссёр — С. Мартинсон. Премьера состоялась 16 марта[4].
- 1930 — Филиал Большого драматического театра. Постановка П. Вейсбрёма; художник Криммер, композитор Волошинов. В роли Победоносикова — С. М. Балашов. Премьера состоялась 17 марта[4].
- 1953 — Московский театр сатиры. Постановка Н. Петрова, В. Плучека и С. Юткевича. Художник С. Юткевич, композитор В. Мурадели. Роли исполняли: Победоносиков — Ячницкий, Оптимистенко — Лепко, Понт Кич — Кара-Дмитриев, Мезальянсова — Слонова, Фосфорическая женщина — Н. Архипова, Велосипедкин — Б. Рунге. Премьера состоялась 5 декабря[4] . Во второй редакции: Победоносиков — Г. Менглет, Велосипедкин — А. Миронов, Поля — В. Васильева, Чудаков — Р. Ткачук.
- 1956 — «Фольксбюне», Восточный Берлин. Постановка Н. Петрова, художник Вейль, композитор Х. Эйслер[4].
- 8 сентября 2023 года — Театр Романа Виктюка. Постановка Сергея Захарина, художник Юлия Короткова.

## Экранизации
- 1962 — Фильм «Баня» режиссёры-постановщики С. Юткевич и А. Каранович, композитор Р. Щедрин[6].

## Факты
- Фамилия «главначпупса» — Победоносиков — аллюзия на умершего за 23 года до написания пьесы Константина Победоносцева. Фамилия репортера — Моментальников — аллюзия на литературного критика Давида Тальникова. Фамилия художника — Бельведонский — возможно, аллюзия на Аполлона Бельведерского.
- Сокращение «главначпупс» (главный начальник по управлению согласованием) Корней Чуковский использовал в главе «Канцелярит» (книга «Живой как жизнь») для характеристики сторонников канцелярского языка (например, «Почему милая и, несомненно, даровитая девушка, едва только вздумала заговорить по-научному, сочла необходимым превратиться в начпупса?»)[7].
- Язык иностранца, «британского англосакса» Понта Кича представляет собой русские слова, по звучанию похожие на английские. Как писала переводчица Рита Райт, помогавшая Маяковскому в подборе этих слов, поэт сказал: «Надо сразу придумать и английское слово и то русское, которое из него можно сделать, например, „из вери уэлл“ — по-русски будет „и зверь ревел“. Из английского „ду ю уант“ вышел „дуй Иван“; „пленти“ превратилось в „плюньте“, „джаст мин“ — в „жасмин“, „андестенд“ — в „Индостан“, „ай сэй иф“ — в „Асеев“. Некоторые слова („слип“, „ту-го“, „свелл“) так и вошли в текст в русской транскрипции (с лип, туго, свел), а характерные английские суффиксы „шен“ и „ли“ дали „изобретейшен“, „часейшен“ и „червонцли“».[8]
- В «Бане» имеются аллюзии на реальные события:
  - Так, ремарка «Двойкин толкает вагонетку с перевязанными кипами бумаг, шляпными картонками, портфелями, охотничьими ружьями и шкафом-сундуком Мезальянсовой. С четырёх углов вагонетки четыре сеттера» — возможно, аллюзия на приезд Льва Троцкого на станцию Фрунзе. Как писала газета «Правда», «публика была поражена обилием багажа Троцкого (свыше 70 мест) и наличием барских удобств, с которыми ехал высланный из Москвы Троцкий. Особо обращало на себя внимание то обстоятельство, что Троцкий привез с собой охотничью собаку и большой набор охотничьих принадлежностей. — Что за барин приехал? — спрашивали на станции». Далее по тексту Победоносиков употребляет выражение Троцкого «политика дальнего прицела» («Не теряйте политику дальнего прицела»)[1].
  - Реплика Победоносикова «Я останавливаю поезд по государственной необходимости, а не из-за пустяков» — намек на эпизод, имевший место в 1929 году, когда Анатолий Луначарский при отъезде из Ленинграда по личным соображениям задержал отправку поезда[1].
- Упомянутые Иваном Ивановичем (сцена в театре) Федор Федорович («Я позвоню Федору Федоровичу, он, конечно, пойдет навстречу») и Николай Александрович («Я позвоню Николаю Александровичу») — намек на Фёдора Раскольникова, занимавшего в 1929 году посты сперва председателя Главреперткома, а затем председателя Главискусства, и наркома здравоохранения Николая Семашко[1].